# Declan Hill

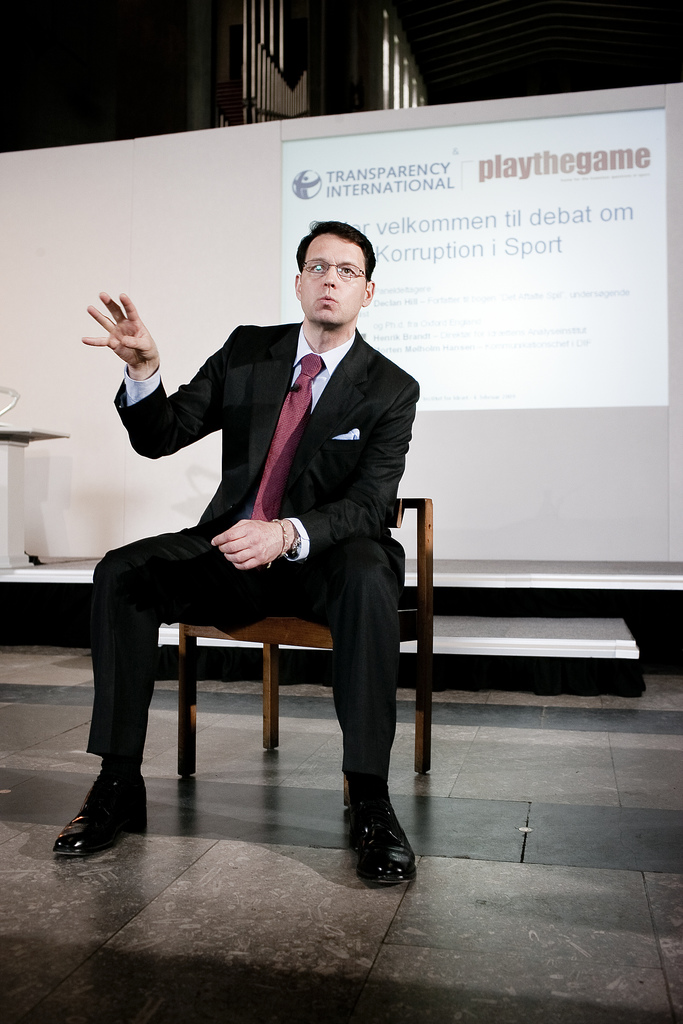
Declan Hill tijdens "Play the Game" 2009

Declan Hill (1972) is een Canadese journalist, academicus en consultant. Hij is een van 's werelds meest vooraanstaande deskundigen op het gebied van match-fixing en corruptie in de internationale sport.
In 2008 promoveerde Hill -een Chevening Scholar- in de sociologie aan de Universiteit van Oxford. Zijn boek 'Doorgestoken Kaart: Voetbal en Georganiseerde Misdaad’ (‘The Fix”) is verschenen in vijftien talen en schetst het nieuwe gevaar voor de internationale sport als gevolg van de globalisering van de markt voor kansspelen, met inbegrip van mogelijke match-fixing op de hoogste niveaus van het professionele voetbal. Hij is ook een recensent voor Global Integritity en heeft onderzoek gedaan naar de impact van de Russische maffia op professionele ijshockey.

## Vroege loopbaan
Hill is afgestudeerd aan de Nationale Theater School van Canada, Trinity College (Toronto) en de Universiteit van Oxford. Hij heeft kleinere rollen gespeeld op het Shaw Festival en in andere Canadese theaters, en vervolgens in India in de Doordshan televisieserie 'Bhaarat ek Khoj'. Door zijn ervaringen in een straatkliniek in Calcutta heeft hij geleidelijk zijn aandacht van het theater afgewend en is in de journalistiek gerold. Hill werkte voor de Canadian Broadcasting Corporation (CBC), aanvankelijk als onderzoeksjournalist bij het vooraanstaande programma 'het vijfde landgoed' en later als een vaste presentator voor het programma Newsworld International. Zijn programma's en artikelen zijn ook te lezen en te beluisteren op de BBC Radio World Service en BBC Radio 4: de Guardian en de Sunday Telegraph (Londen), alsmede in diverse nieuwe media.

## Huidige werkzaamheden
Voordat Hill 'The Fix' publiceerde, heeft hij documentaires gemaakt over de wijdverspreide moorden op Filipijnse journalisten, de moord op het hoofd van de Canadese maffia, bloedwraak in Kosovo, etnische zuiveringen in Irak, heidense religies in Bolivia en eerwraak in Turkije.
Hij heeft ook presentaties gegeven aan een aantal organisaties, waaronder het Internationaal Olympisch Comité (IOC), de Raad van Europa, de Nederlandse voetbalbond (KNVB) en de Australische en Nieuw-Zeeland Sport Lawyers Association. Hill is ook de winnaar van de 2007 Canadese Vereniging van Journalisten Award voor de beste onderzoeksradiodocumentaire en is een Amnesty International Canada 2003 Media Award Winnaar. In 2009 won Hill de Play the Game Award, als "de persoon die beste versterkt de fundamentele ethische waarden van de sport."
In zijn vrije tijd is Hill een fervent amateurbokser en begeleidt hij groepen recreatieve en professionele boksers naar Havana, Cuba, om aldaar te trainen.